# Boa Aldeia
Boa Aldeia (por vezes é utilizada a designação de Boaldeia) é uma povoação portuguesa do Município de Viseu que foi sede da extinta Freguesia de Boa Aldeia, freguesia que tinha 8,22 km² de área e 518 habitantes (2011), e, por isso, uma densidade populacional de 63 hab/km². 
Em 2013, no âmbito da Lei n.º 11-A/2013, a Freguesia de Boa Aldeia foi extinta e o seu território inserido na então criada União das Freguesias de Boa Aldeia, Farminhão e Torredeita com sede em Torredeita.
Boa Aldeia foi vila e sede de concelho até ao início do século XIX. Este pequeno concelho tinha uma freguesia e, em 1801, 688 habitantes. Aquando da extinção foi integrado no também extinto concelho de São Miguel do Outeiro.

## População
| População da freguesia de Boa Aldeia | População da freguesia de Boa Aldeia | População da freguesia de Boa Aldeia | População da freguesia de Boa Aldeia | População da freguesia de Boa Aldeia | População da freguesia de Boa Aldeia | População da freguesia de Boa Aldeia | População da freguesia de Boa Aldeia | População da freguesia de Boa Aldeia | População da freguesia de Boa Aldeia | População da freguesia de Boa Aldeia | População da freguesia de Boa Aldeia | População da freguesia de Boa Aldeia | População da freguesia de Boa Aldeia | População da freguesia de Boa Aldeia |
| ------------------------------------ | ------------------------------------ | ------------------------------------ | ------------------------------------ | ------------------------------------ | ------------------------------------ | ------------------------------------ | ------------------------------------ | ------------------------------------ | ------------------------------------ | ------------------------------------ | ------------------------------------ | ------------------------------------ | ------------------------------------ | ------------------------------------ |
| 1864                                 | 1878                                 | 1890                                 | 1900                                 | 1911                                 | 1920                                 | 1930                                 | 1940                                 | 1950                                 | 1960                                 | 1970                                 | 1981                                 | 1991                                 | 2001                                 | 2011                                 |
| 869                                  | 948                                  | 963                                  | 847                                  | 917                                  | 830                                  | 803                                  | 875                                  | 919                                  | 893                                  | 686                                  | 698                                  | 644                                  | 589                                  | 518                                  |

No ano de 1864 pertencia ao concelho de Tondela, tendo passado para o atual concelho (atual município) por decreto de 2 de setembro de 1876

## Património
- Igreja Paroquial de Boa Aldeia;
- Capela de Santo André;
- Capela de Santo António;
- Capela da Senhora do Livramento.